# Problemi di bagaglio
Problemi di bagaglio (Baggage Buster) è un film del 1941 diretto da Jack Kinney. È un cortometraggio animato della serie Goofy realizzato, in Technicolor, dalla Walt Disney Productions e uscito negli Stati Uniti il 18 aprile 1941.

## Trama
Pippo lavora come facchino in una piccola stazione ferroviaria, dove riceve un telegramma che lo avverte di caricare il baule di un prestigiatore sul treno delle 5.15. Pippo si accinge a mettere il baule su un carrello, ma deve superare molti inconvenienti, prima con il cilindro del mago, poi con il baule stesso e infine con un fazzoletto da cui continuano a fuoriuscire animali. Alla fine Pippo riesce a far rientrare tutti gli animali nel baule e a caricarlo in tempo sul treno. Il bagaglio esce però dall'altro lato del vagone e, quando il treno riparte, gli animali sono tutti di nuovo liberi oltre il binario, inducendo Pippo a rincorrere il treno.

## Distribuzione

### Edizioni home video

#### VHS
- Troppo vento per Winny-Puh (giugno 1983)
- Paperino e la sua banda di paperi (ottobre 1985)
- Troppo vento per Winny-Puh (marzo 1988)
- Il mio eroe Pippo (marzo 2004)

#### DVD
Il cortometraggio è incluso nei DVD Walt Disney Treasures: Pippo, la collezione completa e Il mio eroe Pippo.